# Alouette bernoise
Pour les articles homonymes, voir Alouette.
L’Alouette bernoise (en allemand : Berner Lerche) est une race de pigeon domestique originaire de Suisse. La race est classée dans le groupe des pigeons de couleur.

## Origine
L’Alouette bernoise est une race assez ancienne, son origine remontant au début du XVIIe siècle dans le canton de Berne,. 

## Description

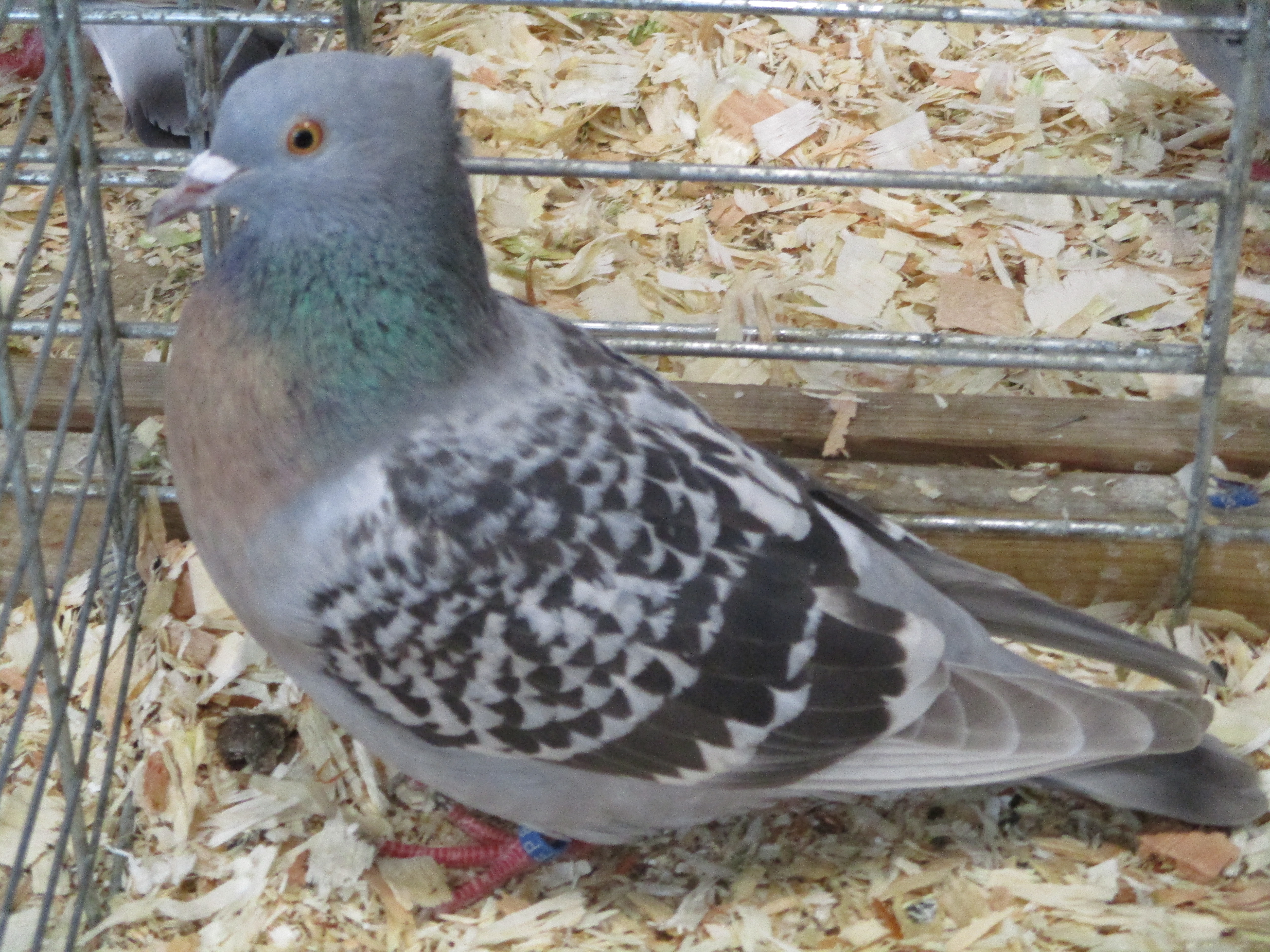

C'est un pigeon huppé à la forme élégante. La race n'a qu'une seule couleur de plumage : c'est un oiseau gris clair avec le cou vert pâle et la poitrine de couleur ocre. Le bouclier des ailes et son dos sont recouverts de taches noires de forme triangulaire. Les pattes sont nues et rouges. 

## Élevage et standard
Appartenant au groupe des pigeons de couleur, la race moderne est élevée pour son apparence bien qu'elle ait une bonne capacité de vol. Son caractère calme et sociable en fait un bon animal de compagnie. Le standard est géré par la Suisse (CH/0412). Les oiseaux sont bagués avec une bague de 8 mm.